# Amnesiac
Amnesiac és el cinquè àlbum de la banda britànica Radiohead, llançat el 4 de juny de l'any 2001 i debutant en el número 1 en la llista britànica de senzills i en el número 2 als Estats Units. Com en el seu predecessor, Kid A, la música electrònica i l'ambiental van influenciar l'estil d'aquest treball per allunyar-se del rock, però també les guitarres eren més audibles. Del disc es van extreure tres senzills llançats durant el 2001.

## Informació
Aquest disc té una relació molt estreta amb Kid A, ja que ambdós es van enregistrar durant les mateixes sessions de gravació. De fet, alguns mitjans consideren que Amnesiac és un àlbum de cares B (mal anomenat Kid B), però el grup ha declarat que s'han de considerar treballs germans per separat, "com bessons separats al néixer". L'àlbum fou dedicat a Noah i Jamie, fills de Thom Yorke i Phil Selway respectivament, que van néixer entre els llançaments de Kid A i Amnesiac.
A diferència de Kid A, del qual no es va llançar cap senzill, d'aquest disc es van extreure tres senzills. El primer fou "Pyramid Song" excepte als Estats Units, on prèviament es va publicar "I Might Be Wrong" només per les emissores de ràdio. Aquesta va arribar al número cinc de la llista britànica de senzills. Posteriorment van llançar "Knives Out" arribant a la posició 13 al Regne Unit i al capdamunt de la llista al Canadà. Els videoclips dels senzill foren produïts per Shynola i Michel Gondry. Per "I Might Be Wrong" es van editar dos videoclips diferents dirigits per Sophie Muller i Chris Bran respectivament, el darrer només publicat a Internet.
Mentre Kid A va generar molta atenció de la crítica, Amnesiac és vist com un treball de menor èxit que el seu antecessor. Se li critica la falta de cohesió i molts crítics i fans creuen que això va ser deliberadament planejat per Radiohead per a escapar de la ruta creada pels seus anteriors treballs. Això no obstant, l'àlbum va ser ben rebut i gairebé va arribar les vendes de Kid A (debutant en menor escala a Amèrica, però amb més còpies venudes en la primera setmana). Amnesiac va cimentar l'estatus de Radiohead com una de les poques bandes del Regne Unit a arribar a tenir un èxit internacional. L'any 2010, la revista Rolling Stone va situar l'àlbum en la 25a posició dins la llista dels millors àlbums de la dècada dels 2000.
Amnesiac fou nominat al millor àlbum de l'any 2001 en els premis Mercury però fou superat per Stories from the City, Stories from the Sea de PJ Harvey, on precisament apareix Thom Yorke en un duet amb Harvey. Com els tres llançaments previs de Radiohead, Amnesiac fou nominat al millor àlbum de rock alternatiu als premis Grammy, però el guardó anà per Parachutes de Coldplay.
Mesos després fou publicat l'EP I Might Be Wrong: Live Recordings amb les cançons d'Amnesiac enregistrades en directe durant la gira realitzada per Europa, Estats Units i Japó.

## Llista de cançons
Totes les cançons foren escrites i compostes per Radiohead. 
| Núm.          | Títol                                     | Durada |
| ------------- | ----------------------------------------- | ------ |
| 1.            | «Packt Like Sardines in a Crushd Tin Box» | 4:00   |
| 2.            | «Pyramid Song»                            | 4:48   |
| 3.            | «Pulk/Pull Revolving Doors»               | 4:07   |
| 4.            | «You and Whose Army?»                     | 3:11   |
| 5.            | «I Might Be Wrong»                        | 4:53   |
| 6.            | «Knives Out»                              | 4:14   |
| 7.            | «Morning Bell/Amnesiac»                   | 3:14   |
| 8.            | «Dollars and Cents»                       | 4:51   |
| 9.            | «Hunting Bears»                           | 2:01   |
| 10.           | «Like Spinning Plates»                    | 3:57   |
| 11.           | «Life in a Glasshouse»                    | 4:34   |
| Durada total: | Durada total:                             | 43:55  |

- Totes les còpies promocionals de França incloïen la cançó de bonificació "Like Spinning Plates (Reversed)".

### CD bonus edició col·leccionista
| 1.  | «The Amazing Sounds of Orgy»              | 3:38 |
| 2.  | «Trans-Atlantic Drawl»                    | 3:01 |
| 3.  | «Fast-Track»                              | 3:17 |
| 4.  | «Kinetic»                                 | 4:06 |
| 5.  | «Worrywort»                               | 4:37 |
| 6.  | «Fog»                                     | 4:04 |
| 7.  | «Cuttooth»                                | 5:23 |
| 8.  | «Life in a Glasshouse» (Versió completa)  | 5:08 |
| 9.  | «You and Whose Army?»                     | 3:18 |
| 10. | «Packt Like Sardines in a Crushd Tin Box» | 3:04 |
| 11. | «Dollars and Cents»                       | 4:41 |
| 12. | «I Might Be Wrong»                        | 4:55 |
| 13. | «Knives Out»                              | 4:23 |
| 14. | «Pyramid Song»                            | 5:07 |
| 15. | «Like Spinning Plates»                    | 3:52 |

### DVD edició especial de col·leccionista
| 1.  | «Pyramid Song»                                                                             | 4:57 |
| 2.  | «Knives Out»                                                                               | 4:02 |
| 3.  | «I Might Be Wrong»                                                                         | 4:52 |
| 4.  | «Push Pulk/Spinning Plates»                                                                | 7:43 |
| 5.  | «Pyramid Song» (Directe a Top of the Pops − 25/05/01)                                      | 4:46 |
| 6.  | «"Knives Out» (Directe a Top of the Pops − 17/08/01)                                       | 3:57 |
| 7.  | «Packt Like Sardines in a Crushd Tin Box» (Directe Later... with Jools Holland − 09/06/01) | 3:13 |
| 8.  | «Knives Out» (Directe Later... with Jools Holland − 09/06/01)                              | 4:12 |
| 9.  | «Life in a Glasshouse» (Directe Later... with Jools Holland − 09/06/01)                    | 4:04 |
| 10. | «I Might Be Wrong» (Directe Later... with Jools Holland − 09/06/01)                        | 4:45 |